# 虞部司
虞部司，工部官署名称。
曹魏始置虞曹，两晋南北朝沿置。西魏、北周改为虞部，属于地官府。隋朝改为虞部司，为工部四司之一，设侍郎、员外郎各一员。负责山泽、园囿、草木、鸟兽的政令，管理出产、供应的节制，禁人随意采猎。兼掌京都街巷种植、供应百官蕃客菜蔬、薪炭和殿中省、太仆寺管理的马匹刍料、田猎。大业三年（607年），正副官员改为虞部郎、虞部承务郎。唐朝武德三年（620年）恢复虞部郎中、虞部员外郎的旧名。虞部郎中从五品上，虞部员外郎从六品上。龙朔二年（662年）改为司虞司，正副官员改为司虞大夫、司虞员外郎。咸亨元年（670年），恢复虞部司的旧名。天宝十一载（752年）再改为司虞司。至德二载（757年），恢复虞部司的旧名。五代十国沿置，北宋初年，设判虞部事一员，以无职事朝官担任，无职掌。虞部郎中为五品寄禄官，虞部员外郎为六品寄禄官。元丰改制设虞部郎中从六品、虞部员外郎正七品，管理山泽、园囿、矿冶，监管金、银、铜、铁、铅、锡、盐、茶、矾的生产和开支。绍圣元年（1094年），和屯田司互置郎官兼领。南宋省郎官，由工部郎官兼领。金朝、元朝工部不分司。明朝洪武六年（1373年）再设虞部司，设郎中一人，员外郎一人，主事四人。洪武二十九年（1396年）改为虞衡清吏司。